# Ceratobia irakella
Ceratobia irakella är en fjärilsart som beskrevs av Petersen 1959. Ceratobia irakella ingår i släktet Ceratobia och familjen äkta malar.
Artens utbredningsområde är Irak. Inga underarter finns listade i Catalogue of Life.